# ヒルデ・マンゴルト
ヒルデ・マンゴルト（独: Hilde Mangold、1898年10月20日 – 1924年9月4日）は、ドイツの発生学者。旧姓はプレショルト (Pröscholdt)。1923年に提出された博士論文で知られており、この論文は彼女の師、ハンス・シュペーマンのノーベル生理学・医学賞対象研究の基礎を成した。シュペーマンは、胚形成時に原始線条部分に発生する「オーガナイザー」の発見に対して、1935年のノーベル生理学・医学賞を授与されており、マンゴルトの博士論文は、「ノーベル賞に直結する希有な博士論文」として評価されている。彼女が証明した現象は、胚内の特定の細胞が他の細胞の発生方向を決定する能力を持つ、というもので、現在では胚誘導として知られている。マンゴルトの証明した誘導の概念は、現在でも発生学上の基礎理念であり、この分野の研究は現在も世界各地で進められている。

## 経歴
1898年10月20日、ヒルデ・プレショルト（独: Hilde Pröscholdt）はドイツ中東部の町、テューリンゲン州ゴータに生まれた。彼女は石鹸工場主のエルネスト・プレショルト（独: Ernest Pröschold）、その妻ゲルトルーデ（独: Gertrude）の真ん中の娘だった。彼女はドイツのイェーナ大学に進み、1918年・1919年の2年間在学した後、フランクフルト大学に移って更に2年勉強した。フランクフルト大学では、実験発生学で著名だったハンス・シュペーマンの講義を受けている。
シュペーマンの講義は、彼女の発生学に対する興味を掻き立てた。フランクフルト大学を卒業した後、彼女はフライブルク大学の動物学研究所に所属した。彼女はここでシュペーマンの第1助手だったオットー・マンゴルトと出会い結婚した（因みに彼はナチ党の支援者でもあった）。1923年、彼女はシュペーマンの指示のもと、"Über Induktion von Embryonalanlagen durch Implantation artfremder Organisatoren"（訳：異種のオーガナイザーを移植した胚の誘導について）と題した博士論文を完成させた。
動物学の博士号を取った後、彼女は夫と幼い息子クリスティアンと共にベルリンへ移り住んだ。移住後すぐ、彼女は自宅のキッチンでガスストーブの爆発により大火傷を負い死去。25歳没。学位論文が発表されたのは彼女の死後だった。息子クリスティアンは第二次世界大戦で亡くなっている。

## 鍵となる実験
マンゴルトは、胚の移植実験という非常に繊細な実験を実施した。彼女は、ホスト胚に移植された原口背唇由来の組織が、別の体軸を誘導して二次胚を作り、結合双生児になることを実証した。ホストとドナーで違う色のイモリを使った実験で、両生類のオーガナイザーはそれ自身が新たな体軸を形成するのではなく、ホストの組織を誘導して結合双生児を形成することを決定的に証明した（但しその結果の意義は彼女の死後1年経つまで理解されなかった）。この実験は胚誘導における「オーガナイザー」の発見において基礎を成し、原腸形成の理解に大きく寄与した。